# تاج گل

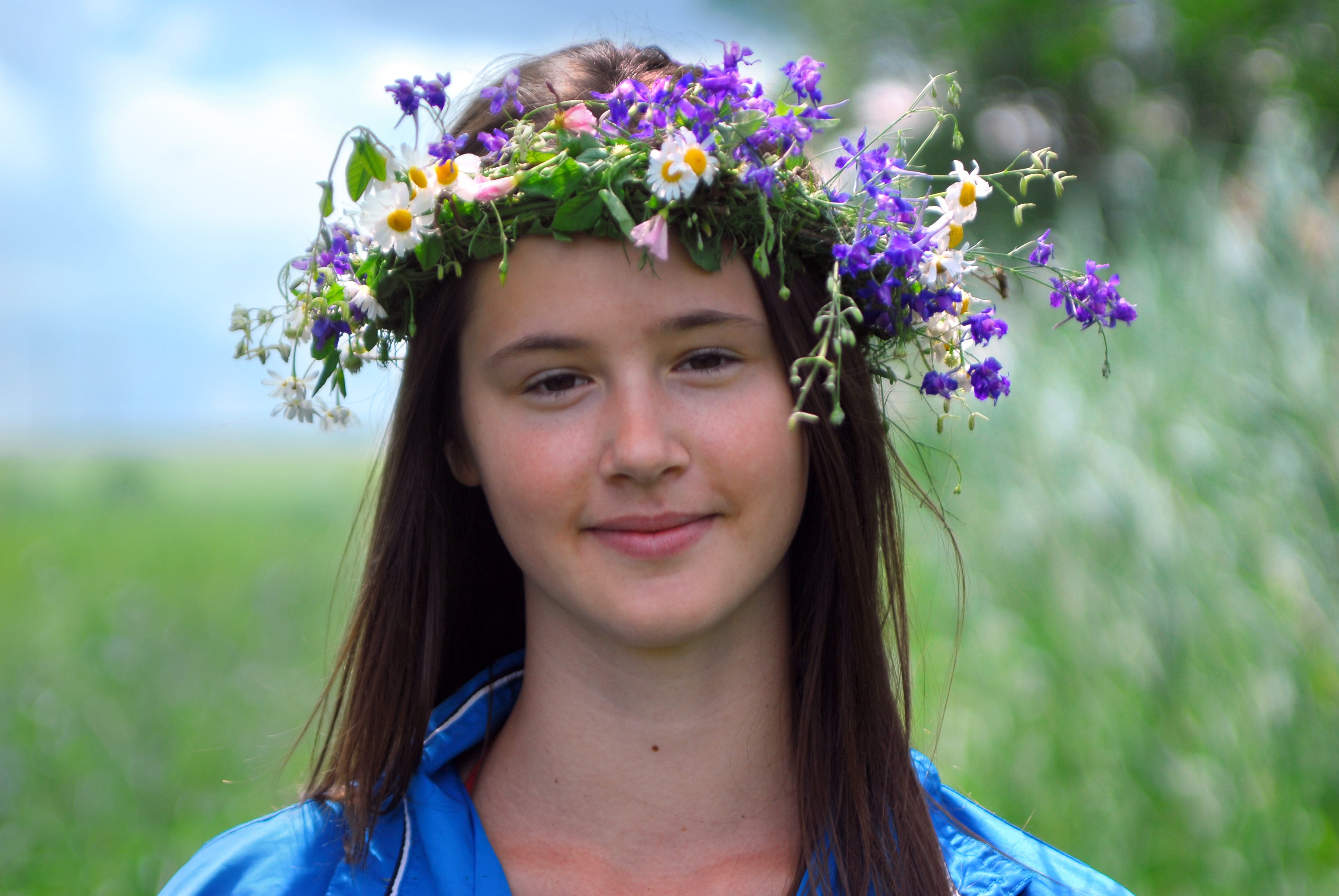
دختر جوانی که تاج گلی بر سر دارد.

تاج گلی (به انگلیسی: Wreath) که به منظور لباس پوشیده می‌شود (به انگلیسی، «کلاه گل»؛ یونانی باستان: στέφανος stéfanos، لاتین: corona)، روسری است که از برگ، علف، گل یا شاخه ساخته می‌شود. معمولاً در مناسبت‌های جشن و روزهای مقدس پوشیده می‌شود و پیشینهٔ طولانی و ارتباطی با مراسم و مراسم باستانی دارد. در خارج از استفاده‌های گاه به گاه، تاج گل را می‌توان به عنوان تاج یا نشان افتخار نیز استفاده کرد. تاج گل اغلب دارای ساختار هندسی حلقوی است.